# جون ميرفي (لاعب كرة قدم أسترالية)
جون ميرفي (بالإنجليزية: John Murphy)‏ هو لاعب كرة قدم أسترالية أسترالي، ولد في 20 نوفمبر 1949.

## وصلات خارجية
- جون ميرفي على موقع AustralianFootball.com (الإنجليزية)
- جون ميرفي على موقع AFLtables.com (الإنجليزية)